# Dekanat Ikony Matki Bożej „Znak” (eparchia moskiewska)
Dekanat Ikony Matki Bożej „Znak” – jeden z dekanatów eparchii moskiewskiej miejskiej Rosyjskiego Kościoła Prawosławnego. Jego granice pokrywają się z granicami ośmiu rejonów północnego okręgu administracyjnego Moskwy: Bieskudnikowskiego, Chowrina, Dmitrowskiego, Gołowińskiego, Lewobierieżnego, Mołżaninowskiego, Wostocznogo Diegunina, Zapadnego Diegunina. Dziekanem dekanatu jest protoprezbiter Siergiej Kulikow.

## Cerkwie w dekanacie[2]

### Bieskudnikowskij
- Cerkiew św. Piotra, metropolity krutickiego
- Cerkiew św. Innocentego, metropolity moskiewskiego
- Cerkiew św. Andrzeja Bogolubskiego

### Chowrino
- Cerkiew Ikony Matki Bożej „Znak”

### Dmitrowskij
- Cerkiew św. Matrony Moskiewskiej
- Cerkiew Ikony Matki Bożej „Ukój Mój Smutek”
- Kaplica św. Jana Kronsztadzkiego przy szpitalu nr 8

### Gołowinskij
Dzwonnica dawnego monasteru Kazańskiej Ikony Matki Bożej (z kaplicą filialną)

### Lewobierieżnyj
- Cerkiew św. Łukasza, arcybiskupa symferopolskiego i krymskiego
- Cerkiew Ikony Matki Bożej „Lewobierieżnyj” przy pensjonacie dla weteranów pracy
- Cerkiew Świętych Kosmy i Damiana
- Kaplica św. Jerzego w Lewobierieżnym

### Mołżaninowskij
- Cerkiew św. Fiodora Uszakowa
- Cerkiew Narodzenia Matki Bożej
- Cerkiew Narodzenia Pańskiego
- Kaplica św. Włodzimierza, cmentarna

### Zapadnoje Diegunino
- Cerkiew Świętych Borysa i Gleba
- Cerkiew św. Serafina z Sarowa, cerkiew domowa przy szpitalu pediatrycznym
- Cerkiew św. Pantelejmona, cerkiew domowa
- Kaplica św. Pantelejmona przy hospicjum nr 2